# Tetraonyx brevenotata
Tetraonyx brevenotata es una especie de coleóptero de la familia Meloidae.

## Distribución geográfica
Habita en Costa Rica.